# Daniel da Silva Carvalho
Daniel da Silva Carvalho (Pelotas, Brasil, 1 de marzo de 1983) es un futbolista brasileño. Juega de mediocampista y su actual equipo es el Pelotas de Brasil. Es un jugador de carácter ofensivo y destaca por su técnica con el balón y su gran inteligencia dentro del terreno del juego. Tiene una hija llamada Crisleyne Natalaia, de 16 años.

## Trayectoria
Inició su carrera profesional en 2001, disputando 11 partidos como titular, obteniendo el título del Campeonato Gaúcho con el Internacional. Al año siguiente jugó 31 partidos y anotó 5 goles. En el año 2004, gracias a sus buenas actuaciones con la Selección Brasileña en el Mundial de Fútbol Juvenil, fue transferido al CSKA de Moscú, marcando un gol en 13 encuentros. Fue titular en la final de la Copa de la UEFA disputada en Lisboa ante el Sporting de Lisboa, los moscovitas no habían logrado desarrollar su juego en la primera parte del choque y se fueron al vestuario con un 1-0 en contra. Pero en la segunda mitad tres pases de gol de Carvalho dieron la vuelta al marcador (3-1). El año acabó siendo reconocido con el Futbolista del año en Rusia. 
El 30 de enero de 2012, Daniel Carvalho declaró a una emisora de radio que tomaba esteroides para ganar masa muscular en el CSKA y que por eso tenía dificultades crónicas para perder peso.
En agosto de 2008 fue cedido a préstamo hasta fin de año al Internacional, con el que lograría el título de la Copa Sudamericana, retornando a Rusia a inicios del año siguiente.
En 2012 jugó en la Palmeiras. También jugó en el Criciúma, el Botafogo y el Goiás, y puso fin a su carrera en 2017, sin repetir el éxito de sus inicios.

## Selección nacional
Ha sido internacional con la Selección de Brasil en 4 ocasiones y ha marcado 2 goles. Participó en la Copa Mundial de Fútbol Juvenil de 2003 realizada en los Emiratos Árabes Unidos. Fue una de las piezas claves de su selección para la obtención del título. Con la selección absoluta debutó el 16 de agosto de 2006 en un encuentro amistoso ante Noruega.

## Clubes
| Club             | País   | Año         |
| ---------------- | ------ | ----------- |
| Internacional    | Brasil | 2001 - 2003 |
| CSKA Moscú       | Rusia  | 2003 - 2008 |
| Internacional    | Brasil | 2008        |
| CSKA Moscú       | Rusia  | 2009        |
| Al-Arabi         | Catar  | 2010        |
| Atlético Mineiro | Brasil | 2010        |
| Palmeiras        | Brasil | 2012        |
| Criciúma         | Brasil | 2013        |
| Botafogo         | Brasil | 2015        |
| Goiás            | Brasil | 2016        |
| Pelotas          | Brasil | 2017        |

## Palmarés

### Campeonatos nacionales
| Título                | Club          | País   | Año  |
| --------------------- | ------------- | ------ | ---- |
| Campeonato Gaúcho     | Internacional | Brasil | 2002 |
| Campeonato Gaúcho     | Internacional | Brasil | 2003 |
| Supercopa de Rusia    | CSKA Moscú    | Rusia  | 2004 |
| Liga Premier de Rusia | CSKA Moscú    | Rusia  | 2005 |
| Copa de Rusia         | CSKA Moscú    | Rusia  | 2005 |
| Liga Premier de Rusia | CSKA Moscú    | Rusia  | 2006 |
| Copa de Rusia         | CSKA Moscú    | Rusia  | 2006 |
| Supercopa de Rusia    | CSKA Moscú    | Rusia  | 2006 |
| Supercopa de Rusia    | CSKA Moscú    | Rusia  | 2007 |

### Copas internacionales
| Título              | Equipo (*)          | País   | Año  |
| ------------------- | ------------------- | ------ | ---- |
| Copa Mundial Sub-20 | Selección de Brasil | Brasil | 2003 |
| Copa de la UEFA     | CSKA Moscú          | Rusia  | 2005 |
| Copa Sudamericana   | Internacional       | Brasil | 2008 |

(*) Incluyendo la selección Sub-20

### Distinciones individuales
| Distinción                  | Año  |
| --------------------------- | ---- |
| Futbolista del año en Rusia | 2005 |

| Predecesor: Dmitri Sychov | Futbolista del año en Rusia 2005 | Sucesor: Andréi Arshavin |